# IBrX50
O IBrX-50 - Índice Brasil 50 é um dos índices da Bolsa de Valores de São Paulo que avalia o retorno de uma carteira teoricamente composta pelas cinqüenta ações mais negociadas na Bolsa. Essas ações são selecionadas pelo critério de liquidez e ponderadas pelo valor de mercado do free-float (market cap weighted index). O índice foi criado para servir como referência de desempenho para administradores de fundos e facilitar a reprodução da carteira na prática.
O IBrX-50 foi o primeiro índice brasileiro a servir de benchmark para um ETF, o PIBB Papéis Índice Brasil Bovespa lançado em 2004.

## Empresas Elegíveis
O índice IBrX-50 é composto por cinqüenta papéis selecionados numa relação de ações após serem classificadas em ordem decrescente de liquidez, de acordo com seu índice de negociabilidade que é medido sempre nos últimos doze meses, observados os demais critérios de inclusão das empresas que são:
a) as ações devem estar entre as cinqüenta melhores classificadas em seu índice de negociabilidade, apurados nos doze meses anteriores à reavaliação;
b) as ações devem ter sido negociadas em pelo menos 80% dos pregões ocorridos nos doze meses anteriores à formação da carteira.
c) As companhias que estiverem sob regime de recuperação judicial, processo falimentar, situação especial, ou ainda que estiverem sujeitas a prolongado período de suspensão de negociação, não podem integrar o IBrX-50.

## Vigência da Carteira
A carteira teórica do índice tem vigência determinada de quatro meses, vigorando para os três quadrimestres: períodos de janeiro a abril, maio a agosto e setembro a dezembro. A BM&FBovespa divulga três prévias antes da mudança da carteira, que desde 2011 ocorre sempre na primeira segunda-feira útil dos meses de janeiro, maio e setembro.